# 국제 자동차 연맹
국제 자동차 연맹(프랑스어: Fédération Internationale de l'Automobile, FIA)은 자동차 이용자와 자동차 관련 단체를 대변하기 위해 설립한 비영리 단체이다. 국제 자동차 연맹의 이동성 부문은 교통안전과 교통 순환에 대해 자동차 기구, 자동차 산업과 자동차 사용자들의 요구를 대변하며, 스포츠 부문은 포뮬러 원을 포함하여 국제 모터스포츠 챔피언십 대회를 주관하고 있다.
1904년 6월 24일 국제 자동차 공인 클럽 협회(프랑스어: Association Internationale des Automobile Clubs Reconnus, AIACR)로 결성하였다. 프랑스 파리 콩코르드 광장에 본부가 소재하고 있으며 제네바, 발레리와 런던에 사무소가 있다. 147개국 243개 소속 단체로 구성되어 있으며, 현재 회장은 모하메드 벤 술라옘이다. 주로 프랑스어 이름이나 그 약자인 FIA로 불린다.
FIA의 가장 주요한 역할 중 하나는 포뮬러 원, 월드 랠리 챔피언십, 세계 내구 선수권 대회, TCR 월드 투어, 월드 랠리크로스 챔피언십, 포뮬러 E 등의 다양한 경주 대회의 허가와 규제를 담당하는 것이다. FIA는 또한 국제 모터사이클 연맹과 함께 지상 속도 기록 시도를 인증하고 있다. FIA는 2011년 국제 올림픽 위원회의 임시 승인을 받았으며 2013년에 공인 단체가 되었다.

## 조직
- FIA 총회 - FIA 회원 단체의 단체장으로 이루어진 연맹의 최고 이사회.
  - FIA 회장 - FIA 총회의 의장을 겸임한다.
    - FIA 자동차 부회장
      - FIA 세계 자동차 이사회(FIA World Council for Mobility and the Automobile) - FIA의 모든 비스포츠 활동을 관장한다.
      - 자동차(Mobility and Automobile) 위원회

    - FIA 스포츠 부회장
      - FIA 세계 모터스포츠 이사회(FIA World Motor Sport Council) - FIA에서 규정하는 모든 스포츠 이벤트를 관장한다.
      - 스포츠 위원회
- FIA 의회
- FIA 국제 항소 법원
- FIA 사무국

## 회원 단체
- ACF, 프랑스
- ADAC, 독일
- AvD, 독일
- AAA, 미국
- JAF, 일본
- KARA, 대한민국
- TCI, 이탈리아

## 이벤트 대회의 역사
- 1950년 - FIA가 처음으로 월드 챔피언십 자동차 경주 대회를 개최했다. 이 대회가 오늘 날의 F1이다.
- 1955년 - FIA가 최초의 스포츠 자동차 경주 대회인 월드 엔듀런스 챔피언십(World Endurance Championship)을 개최했다. 이 대회는 1981년까지 자동차 제조 회사에만 우승 트로피를 주었으나, 1982년 새로운 그룹 C 규정이 만들어지면서 자동차 운전자에게도 시상이 이루어졌다.
- 1973년 - FIA가 월드 랠리 챔피언십(World Rally Championship)을 개최했다.

## 자동차 경주대회
FIA에서 규정하고 있는 자동차 경주 대회는 다음과 같다.
- FIA 포뮬라 원 월드 챔피언십(Formula One World Championship)
- FIA 월드 랠리 챔피언십(World Rally Championship)
- FIA 월드 투어링카 챔피언십(World Touring Car Championship)
- GT 월드 챌린지(GT World Challenge)
- CIK-FIA 카트 월드 챔피언십(Karting World Championship)
- FIA 유럽 투어링카 챔피언십(European Touring Car Championship)
- FIA 유럽 트럭 레이싱 컵(European Truck Racing Cup)
- FIA 크로스-컨트리 랠리 월드 컵(Cross-Country Rally World Cup)
- FIA 유럽 드래그 레이싱 챔피언십(European Drag Racing Championship)
- FIA 유럽 오토크로스 챔피언십(European Autocross Championship)
- FIA 유럽 랠리크로스 챔피언십(European Rallycross Championship)
- FIA 얼터너티브 에너지 컵(Alternative Energies Cup)
- FIA 유럽 힐 클라임 챔피언십(European Hill Climb Championship)
- FIA 인터내셔널 힐 클라임 챌린지(International Hill Climb Challenge)
- FIA 유럽 힐 클라임 컵(European Hill Climb Cup)
- FIA 히스토릭 레이싱 챔피언십(Historic Racing Championships)
- FIA 히스토릭 랠리 챔피언십(Historic Rally Championship)
- FIA Historic Regularity Runs(Historic Regularity Runs)
- FIA 히스토릭 힐 클라임 챔피언십(Historic Hill Climb Championship)
- FIA 유럽 랠리 컵(European Rally Cups)
- FIA 중동 랠리 챔피언십(Middle-East Rally Championship)
- FIA 아프리카 랠리 챔피언십(African Rally Championship)
- FIA 아시아-태평양 랠리 챔피언십(Asia-Pacific Rally Championship)
- FIA 유럽 랠리 챔피언십(European Rally Championship)